# تکنولوژی لمسی
تکنولوژی لمسی یا فناوری تماسی (به انگلیسی: Tactile technology) به فناوری گفته میشود که ترکیبی از محرک های چند حسی در اجسام مختلف فیزیکی است ، و امکان ارتباط «دنیای واقعی» با فناوری را ممکن میکند. این شبیه به فناوری لمسی (به انگلیسی: Haptic technology) است زیرا هر دو آنها در حیطه ارتباطات لمسی با فناوری هستند اما تفاوت هایی نیز دارند از جمله اینکه لمس بساوشی نوعی از لمس است که شبیه سازی شده است در حالی که منظور از لمس تماسی ، لمس فیزیکی است. فناوری لمسی یک زمینه‌ی در حال رشد است که تلاش می‌کند حس لامسه را در دستگاه‌های مصنوعی و سیستم‌های الکترونیکی بازتولید کند. این فناوری کاربردهای گسترده‌ای در تعامل انسان و ماشین، رباتیک، تجهیزات پزشکی، و پروتزها دارد. در دنیای واقعی به جای استفاده از یک رابط دیجیتال به منظور ارتباط با دنیا فیزیکی همانطور که واقعیت افزوده انجام میدهد، فناوری لمسی نیز یک ارتباط فیزیکی را درگیر میکند که پاسخ دیجیتالی را ایجاد کرده است.
در ادامه به چند موضوع کلیدی اشاره می‌کنیم:
- حسگرهای لمسی: این حسگرها طراحی شده‌اند تا ویژگی‌هایی مانند فشار، دما، و ارتعاش را شناسایی کنند. مکانیزم‌های مختلفی برای این حسگرها وجود دارد از جمله حسگرهای پیزوالکتریک، مقاومتی، و خازنی که هر کدام کاربردها و مزایای خاص خود را دارند. برای مثال، حسگرهای پیزوالکتریک برای تشخیص تغییرات فشار بسیار حساس هستند و اغلب در دستگاه‌های پیشرفته به کار می‌روند.
- تعاملات انسان-ماشین (HMI): سیستم‌های لمسی برای بهبود تعامل با ماشین‌ها استفاده می‌شوند. به عنوان نمونه، دستکش‌های لمسی با استفاده از بازخوردهای حرارتی و لرزشی، حس واقع‌گرایانه‌ای از لمس و حرکت را به کاربر منتقل می‌کنند. این قابلیت‌ها در رباتیک و جراحی از راه دور بسیار مهم هستند.
- پیشرفت‌های جدید: پیشرفت در مواد انعطاف‌پذیر و نانو الکترونیک منجر به تولید حسگرهای پوستی با ویژگی‌های نزدیک به پوست انسان شده است. این حسگرها می‌توانند حرارت، رطوبت، و فشار را به دقت تشخیص دهند و در ربات‌های هوشمند یا تجهیزات پزشکی استفاده شوند.
- چالش‌ها و آینده: چالش‌های فعلی شامل بهبود دقت و حساسیت حسگرها، کاهش هزینه تولید، و ادغام سیستم‌های لمسی با دیگر فناوری‌ها است. تحقیقات بر روی مواد نوین، الگوریتم‌های پردازش داده، و راه‌حل‌های مقرون‌به‌صرفه ادامه دارد.

## نکات مثبت
کلمه "لمس" به معنای "مرتبط با حواس های تماسی" یا "آن چیزی که می توان با لمس تشخیص داد; ملموس بودن را نشان میدهد". لمس و تماس به‌طور فوق‌العاده ای برای ارتباط و یادگیری انسان اهمیت دارد، اما به مقدار زیادی، بیشتر محتوا هایی که مردم تحت تاثیرشان قرار میگیرند ، فقط بصری و دیدنی هستند. فناوری تماسی راهی را ارائه می دهد تا از پیشرفت های فناوری همراه ترکیب با لمس استفاده شود.
تحقیقات نشان می دهد که انسان ها در محیط های سراسر حسی بهتر کار میکنند و یاد میگیرند. چیزی به سادگی داشتن یک اسباب بازی (مانند داشتن یک فرفره بی قراری) در هر محیطی مثل محل کار ، یا استفاده از ابزار و وسایل فیزیکی برای آموزش به کودکان در مدارس، میتواند تاثیرات غیرقابل انتظاری را بر روی بهره وری و به حافظه سپردن اطلاعات داشته باشد همانطور که در نظریه یادگیری چند حسی به آن اشاره شده است.
همانطور که در یک مقاله اشاره شده است، "معلمان متعددی یادگیری حسی و همچنین تکنولوژی های در حال تکامل را به عنوان راهی برای وابسته کردن دانش آموزان به سمت روش ها و نیازهای مختلف یادگیری تبدیل کرده اند. و این به عنوان بخشی از رویکرد یادگیری چند حسی ، میتواند همگام با فناوری تماسی به دانش آموزان در راه گسترش حوزه توانایی های خود و توسعه وسیعی از موضوع های در حال رشد کمک کند."

### 1. پیشرفت در حسگرهای لمسی
- حسگرهای لمسی مدرن می‌توانند ویژگی‌هایی نظیر فشار، دما، ارتعاش و بافت را تشخیص دهند. مکانیزم‌های متنوعی برای این حسگرها وجود دارد:
  - حسگرهای پیزوالکتریک: از تغییرات مکانیکی برای تولید سیگنال الکتریکی استفاده می‌کنند و در کاربردهای حساس به فشار به‌کار می‌روند.
  - حسگرهای خازنی و مقاومتی: این حسگرها برای اندازه‌گیری تغییرات در تماس و مقاومت طراحی شده‌اند و اغلب در ربات‌ها و پروتزها استفاده می‌شوند.

### 2. بازخورد حرارتی و ارتعاشی در سیستم‌های لمسی
- دستگاه‌های پیشرفته از بازخوردهای حرارتی و ارتعاشی استفاده می‌کنند تا تجربه‌ای نزدیک به حس لمس طبیعی ارائه دهند:
  - بازخورد حرارتی: با استفاده از حسگرهای دما و عناصر پلتیر، دماهای مختلف شبیه‌سازی می‌شوند و برای کاربردهایی نظیر شبیه‌سازی جراحی و رباتیک مفید هستند.
  - بازخورد ارتعاشی: از موتورهای لرزشی برای شبیه‌سازی فشار یا تماس استفاده می‌شود که در دستکش‌های لمسی برای هدایت ربات‌ها کاربرد دارد.

### 3. کاربردهای فناوری لمسی
- رباتیک و تعامل انسان و ماشین (HMI): حسگرهای لمسی به ربات‌ها کمک می‌کنند محیط را با دقت بیشتری حس کنند و اشیاء را با قدرت کنترل شده نگه دارند.
- پزشکی و توانبخشی: پروتزهای پیشرفته با حسگرهای لمسی امکان ایجاد تجربه نزدیک به حس طبیعی را برای کاربران فراهم می‌کنند.
- واقعیت مجازی و بازی‌ها: سیستم‌های لمسی می‌توانند تعامل کاربران را در محیط‌های مجازی واقعی‌تر کنند.

### 4. چالش‌ها و آینده
- چالش‌ها:
  - بهبود دقت و حساسیت حسگرها.
  - کاهش هزینه تولید و توسعه حسگرهای انعطاف‌پذیر.
  - ایجاد سیستم‌های پردازش داده پیشرفته برای تحلیل دقیق بازخورد لمسی.
- آینده:
  - حسگرهای پیشرفته با ویژگی‌های پوستی مانند کشسانی و سازگاری با تغییرات محیطی.
  - ادغام سیستم‌های لمسی با دیگر فناوری‌ها مانند هوش مصنوعی و شبکه‌های عصبی.

## کاربردها

### 1. بازی با دکمه‌ها و کنترل‌های تعاملی
در معمولی ترین سطح، یک محرک فیزیکی که میتواند برای ساختن واکنش های تکنولوژیکی استفاده شود آنقدر ها هم چیز جدیدی نیست این میتواند به اندازه یک دکمه یا کلید پایه باشد.
درصد زیادی از نسخه های جدیدتر دکمه ها شامل جوهر رسانا  و فراتاب (پروژکتور ها) هر دو مورد ابزار هایی هستند که میتوانند یک سطح غیر دیجیتالی را طوری طراحی کنند که مانند صفحه لمسی کارکند آنها این قابلیت را دارند تا هر چیزی را از میز گرفته تا مجسمه و غیره به نمایشگرهای ارتباطی تبدیل کنند.
- بازخورد لمسی در کنترل‌ها: فناوری لمسی در دکمه‌های بازی به کاربران امکان می‌دهد با بازخوردهای لرزشی یا مقاومت متغیر، تجربه واقعی‌تری داشته باشند. این کاربرد به ویژه در کنسول‌های بازی یا دستگاه‌های واقعیت مجازی مورد توجه است.
- کنترل‌های حساس به فشار: حسگرهای لمسی در دکمه‌ها و جوی‌استیک‌ها می‌توانند شدت فشار را شناسایی کرده و متناسب با آن واکنش دهند، که در بازی‌های استراتژیک یا شبیه‌سازی جنگی تأثیرگذار است.
- آزمایشگاه فجیتسو: از پروژکتورها برای تبدیل بخش های فیزیکی از اطلاعات به یک فایل دیجیتالی استفاده میکند. یک کاربر میتواند از یک تکه کاغذ با انگشت هایش یک زمینه برای کپی کردن یا نمایش نشانه گذاری کند ودر همان حین پروژکتور آن زمینه را کپی میکند و درون یک فایل دیجیتالی قرار میدهد.[۴]
- لو: - از جمله بازی های طرح ریزی برای مدرسه می باشد.[۵]

### بازی کردن
بازی یک نمونه ای هست از زمینه هایی که از تماما لمسی تبدیل به سراسر دیجیتالی شده است و تا حدی که در جامعه امروزه به تجربه های چند حسی برمیگردد. همراه بازی‌ ویدیویی ، بازی کنندگان عنصر لمس را می خواهند که کنترل‌کننده‌ بازی این نیاز را برطرف میکند. در حالی که محققان پیشنهاد میکنند که ترکیب یک عنصر فیزیکی که در ارتباط با بازی دیجیتالی است برای کودکان ضرری ندارد است و همچنین نگرانی درباره افزایش زمان بیش از اندازه استفاده از صفحه نمایش را کاهش میدهد. برای مثال:
- مایکروسافت تشکی تحت عنوان پروژه زنگبار توسعه داده است که از لمس خازنی و فناوری NFC (ارتباطات میدان نزدیک) تا اشیا هایی که بر روی آن قرار دارند را ردیابی کند و برای این است تا حرکات را ضبط کند. با بازی کردن همراه اسباب بازی ها روی تشک ، کودکان میتوانند با جلوه های بصری و صوتی در تبلت مایکروسافت تولید محتوا انجام دهند یا بازی کنند. در ارتباط با این موضوع فعالیت های آموزشی نیز وجود دارد، کودکان میتوانند حروفی را که روی کارت نوشته شده و روی تشک قرار دارد را ردیابی کنند و همچنین صفحه دیجیتالی ژست و حرکات آنها را تقلید میکند تا مطمئن شود که کودک درست گفته است. این یکی از روش هایی برای کودکان است تا همانطور که با اسباب بازی سرگرم هستند همچنان از اطلاعات گسترده در دسترس بر روی صفحه دیجیتال استفاده کنند.[۶]
- به طور مشابه ای، شرکت لگو یک محصول تحت عنوان لگو وصل کردنی یا همجوشی دارد که به کودکان اجازه ساختن با استفاده از اسباب بازی ها را میدهد و بعد از آن ساخته آنها را در درون یک اپلیکیشن اسکن کنند - آنها میتوانند بعدش با دنیایی که خودشان به‌صورت دیجیتالی ساخته اند ارتباط برقرار کنند و آن را با دوستان خود به اشتراک بگذارند.[۷]
- کمپانی های ساخت کیبورد آزمایش هایی با ساخت دکمه های بادی بر روی تلفن ها انجام دادند که منجر به طراحی برای آنهایی شد که دلتنگ جنبه ملموس تایپ کردن یا بازی کردن شده اند.[۸] لاجیتک همچنین اخیرا با کیبورد بازی میکنند که این شامل یک دکمه/شماره بزرگ برای افزایش کنترل ملموس است.[۹]

### 2. منسوجات هوشمند و تعاملی
تکنولوژی بطور فزاینده ای در درون شیء هایی که ما همیشه در حال استفاده بودی ایم ترکیب شده است - و یکی از قابل توجه ترین مثال ها از این مورد در درون صنعت نساجی می باشد. شرکت ها در حال ساخت پرده هایی هستند که نور را کنترل میکنند یا دود را شناسایی میکنند، لباس هایی که بر روی دما نظارت میکنند، یا پارچه هایی که نور را ادغام میکنند. این یک زمینه رشد ملایم از پوشاک و لوازم خانگی "هوشمند" است.  این همچنین مثال از فناوری پوشیدنی است.
- منسوجات لمسی: با استفاده از حسگرهای انعطاف‌پذیر و مواد رسانا، لباس‌ها و پارچه‌ها می‌توانند به حرکات یا لمس کاربر واکنش نشان دهند. این فناوری در پوشاک ورزشی برای پایش حرکت یا حتی در مد و هنر برای تعامل خلاقانه استفاده می‌شود.
- بازخورد ارتعاشی و حرارتی: لباس‌های تعاملی می‌توانند با تغییر دما یا ارتعاش، پاسخ دهند و تجربه‌ای حسی فراهم کنند که برای کاربردهای پزشکی یا تفریحی کاربرد دارد.

### 3. تاسیسات هنری و موزه ها
به این ترتیب برای تجربه هنر یا انتقال اطلاعات ، گالری های هنری و موزه ها به طور فزاینده ای از تکنولوژی استفاده میکنند مخصوصا همانطور که هنر و آموزش را بیشتر و بیشتر فراگیر و شخصی میکند.
- تجربه چندحسی: موزه‌ها از فناوری لمسی برای افزودن بعدی حسی به نمایشگاه‌ها استفاده می‌کنند. برای مثال، بازدیدکنندگان می‌توانند با لمس آثار هنری شبیه‌سازی‌شده حس کنند که یک اثر تاریخی یا مجسمه باستانی چه حسی دارد.
- تعامل دیجیتال و فیزیکی: نمایشگرهای لمسی که با حرکات کاربر تعامل می‌کنند، می‌توانند داستان‌های تعاملی را ارائه دهند یا بازدیدکنندگان را به کشف اطلاعات بیشتر دعوت کنند. برخی از تأسیسات هنری از حسگرهای لمسی برای ایجاد واکنش‌های هنری به لمس استفاده می‌کنند، مانند تغییر نور یا صدا.
- تیت احساس و عواطف را ساخت، یک هنر آن را نمایش میدهد که شامل تمام حواس پنجگانه ما میشود.[۱۴]
- تیم آزمایشگاهی بدون مرز موزه دیجیتالی هنر[۱۵]
- اتاق باران در مرکز باربیکان در لندن - مردم در درون فضا قدم میزنند و تجربه های خود را از طریق جنبش و تحرک همانطور که در درون باران قدم میزنند و خیس نمیشوند کنترل میکنند.[۱۶]  نصب منحصربفرد همچنان نمونه ی دیگری است از اینکه چگونه نقش تکنولوژی دیجیتال مشارکت مخاطب را می گیرد، پاسخ و ارتباط به سطح بعدی در دنیای هنر می رود. پاسخ مخاطب ها به بخش مهمی از نصب تبدیل می شود، همانطور که بارندگی از طریق آینه های موتوری به واکنش های آنها پاسخ می دهد، و از این شیوه مخاطبان به موضوع کار هنری تبدیل میشوند.[۱۷]
- برند ها از هنر دیجیتال و تجربیات دیجیتال ارتباطی برای جذب مشتریان استفاده می کنند.[۱۸]  پریر برای نمونه یک دیوار هنری ارتباطی برای شرکت کنندگان داشت تا روی آن نقاشی کنند.[۱۹]
- جنوب از جنوب غربی ترکیبی از هنر، فناوری فوق العاده پیشرفته و ارتباط چند حسی است.[۲۰]